# Д’Обюссон, Пьер
Пьер д’Обюссон (фр. Pierre d'Aubusson; 1423, Ле-Монтей-о-Виконт — 3 июля 1503, Родос) — великий магистр ордена иоаннитов (госпитальеров), кардинал Франции, из знатного французского рода. С его именем связана история гобеленов «Дама с единорогом» из приорства Бурганёф, где он был настоятелем.

## Биография
Пьер д’Обюссон родился в 1423 году во французском городе Ле-Монтей-о-Виконт.
В молодости д’Обюссон принимал участие в походах венгров против турок, затем в экспедиции дофина Людовика против швейцарцев (1444).
Время поступления Пьера д’Обюссона в орден госпитальеров в точности неизвестно, но уже в 1457 году он был послан великим магистром Яковом де Милли к Карлу VII, просить помощи против турок. В 1476 году Пьер д’Обюссон единодушно был избран в великие магистры ордена.
Предвидя, что турки не преминут напасть на остров Родос, Пьер д’Обюссон принял искусные меры для его защиты. В 1480 году около острова появился турецкий флот, состоявший из 160 кораблей, на борту которых было около ста тысяч солдат. Своими пушками турки пробили стены Родоса, но после многих бесплодных атак, понеся большие потери, вынуждены были снять осаду и отступить. Блестящая защита Родоса, во время которой великий магистр выказал высокое мужество и блестящий стратегический талант, произвела огромное впечатление во всем христианском мире.
В 1481 году, после смерти султана Османской империи Мехмеда II, произошли раздоры между его сыновьями Баязидом II и Джемом; последний, опасаясь козней со стороны Баязида, предался в руки Обюссона, который отправил его во Францию, где тот был заключён в один из замков ордена — в Бурганёфе, где специально для его содержания была за два года построена круглая «Башня Зизима». Впоследствии он вынужден был предать Джема в руки римского папы Иннокентия VIII, за что был возведён в кардиналы.
В последние годы жизни Обюссон был занят приготовлениями к крестовому походу всей христианской Европы против турок, во главе которого он желал стать лично; но этот поход, которому на словах сочувствовали французские короли Карл VIII и Людовик XII, встретил непреодолимые препятствия и так и не состоялся.
Пьер д’Обюссон скончался 3 июля 1503 года на острове Родос.